# La Force (Buffy contre les vampires)
Pour les articles homonymes, voir La Force.
La Force (The First en VO) est la source du mal dans la série télévisée Buffy contre les vampires. C'est la Force Initiale. Elle est éternelle et plus ancienne que l'univers lui-même. Elle ne peut apparaître qu'en empruntant l'apparence de personnes défuntes, car c'est une entité immatérielle. Elle ne peut pas toucher les choses ou se battre seule et ne peut agir que grâce aux personnes qu'elle manipule ainsi que de ses grands prêtres, les Bringers (les Messagers de la Mort). La Force est capable d'avoir accès aux souvenirs de tous les défunts et peut choisir de n'être vue et entendue que par une seule personne. Sa véritable forme est celle d'un monstre bestial avec deux grandes cornes et les doigts en forme de longues griffes. Elle est redoutée par les forces du mal. Étant passée maîtresse dans la psychologie, elle pousse les gens au meurtre ou au suicide. Elle est l'antagoniste principal de Buffy dans la saison 7 de la série.

## Apparitions
La Force fait sa première apparition durant la troisième saison de la série, dans l'épisode le Soleil de Noël, où elle tente de pousser Angel à tuer Buffy en le tourmentant sous la forme de personnes qu'il a tuées dont Jenny Calendar. Angel choisit à la place de se suicider, n'étant sauvé que par l'intervention de Buffy et le mauvais temps cachant le soleil.
La résurrection de Buffy dans la saison 6 va rendre instables et vulnérables les forces mystiques entourant la lignée des Tueuses, ce qui donnera l'opportunité à la Force dans la saison 7 de mettre fin à la lignée des Tueuses par l'intermédiaire des Bringers, en tuant les Potentielles ainsi que leurs observateurs. Ses autres cibles de prédilection sont Spike, qu'elle manipule en utilisant comme moyen de conditionnement une comptine que lui chantait sa mère quand il était humain, et Andrew, qu'elle pousse à tuer son ami Jonathan pour ouvrir le sceau de Danzalthar dans l'épisode Connivences. Elle fait ensuite capturer Spike par ses Bringers, se servant du sang du vampire pour faire sortir un Turok-Han de la Bouche de l'Enfer, et détruit le Conseil des Observateurs par l'action de Caleb, son plus puissant serviteur. Le but ultime de la Force est de s'emparer de la Terre grâce à son armée (les Turok-Han) et elle sera enfin matérielle.
Dans la deuxième partie de la saison, la Force se manifeste moins directement (même si elle pousse au suicide l'une des Potentielles dans l'épisode Retour aux sources et essaie encore de manipuler Andrew) et fait venir Caleb à Sunnydale. Caleb ayant été tué par Buffy, la Force vient se moquer de la Tueuse en mettant en avant le fait qu'elle soit seule, ce qui donne à Buffy l'idée de se servir des pouvoirs de la Faux et de Willow pour faire de chaque Potentielle une Tueuse à part entière. À la suite du combat final du dernier épisode qui se termine par la destruction des Turok-Han et de la Bouche de l'Enfer par le sacrifice de Spike, on ignore ce qu'il est advenu de la Force, mais on peut supposer qu'elle s'est retranchée dans le néant, car elle est éternelle.